# Castillo de Alcalá de los Gazules
El castillo de Alcalá de los Gazules se encuentra en la cima del cerro donde se ubica la población homónima de Alcalá de los Gazules, en la provincia de Cádiz. Castillo con coraza, pertenece morfológicamente al estilo de construcción militar almohade.

## Historia
Aunque el asentamiento tuvo origen romano, el castillo fue construido por los musulmanes entre siglos XII y XIII, y estuvo en uso hasta que fue destruido parcialmente en el año 1811 durante la Guerra de la Independencia Española, cuando fue volado por los franceses. Tras la construcción musulmana la población pasaría a llamarse "Qalat at Yazula" y más tarde "Castillo de los Gazules" al ser entregada por el rey de Granada a la familia del mismo nombre, compartiendo la población el mismo nombre al estar confinada en él.
En 1264 la ciudad es reconquistada por las huestes cristianas de Alfonso X el Sabio, quien en su "Crónica" es el primero que le da el nombre de "Alcalá de los Gazules". Éste lo dona a la orden religiosa de Santa María de España. Años más tarde pasaría a depender de la Casa de Alcalá, cuya cabeza ostentaba el título de Duque de Alcalá. Con el posterior crecimiento de la ciudad, ésta traspasa con creces los muros del castillo por lo que pasa a tomar la denominación de Castillo de Alcalá de los Gazules. Se sabe que a finales del siglo XVIII el alcaide del castillo fue Alonso Delgado de Mendoza y Pérez de Brea, que era caballero de la Real Maestranza de Caballería de Ronda. El castillo mantuvo su utilidad defensiva hasta 1810, momento en el que la villa resiste a los franceses, a cuyas tropas causaron numerosas bajas. En represalia al año siguiente los soldados de Napoleón pasaron a cuchillo la población, saquearon el pueblo e incendiaron y volaron el castillo.

## Estado actual
Hoy en día se encuentra en estado ruinoso aunque se conservan lienzos de murallas y torreones así como dos puertas, las llamadas de la Villa y Nueva. También se conserva parte de la Torre del Homenaje, de planta rectangular con muros en forma de talud. Del Castillo, punto más alto, queda en pie la torre, y pueden apreciarse restos de una bóveda, un arco ojival, la puerta y su división en tres plantas, que marcan sus diferentes épocas. Bajando se encuentra el Beaterio de Jesús, María y José, hoy residencia de ancianas y colegio, ambos regentados por una orden religiosa exclusiva de Alcalá de los Gazules, fundada en 1788.
Desde el año 2006, en base al proyecto Cultur-Cad para abrir rutas culturales, en concreto al desglose de Cádiz Andalusí, la Torre del Homenaje está siendo sometida a un proceso de restauración y puesta en valor que hará posible la interpretación funcional y espacial del monumento, así como la del sistema defensivo del Castillo, mediante la conservación y restauración de los restos de su entorno más inmediato. Meses después se realizó la instalación de un centro de transformación eléctrico en el entorno inmediato al Castillo en relación con el Inventario de Espacios Naturales Protegidos de Andalucía de 1989 que determinaba el paso del tendido eléctrico.
En consonancia con el proyecto la Diputación Provincial de Cádiz ha adjudicado la obra del camino al Castillo para su nueva pavimentación, supresión el tendido eléctrico aéreo, instalación bajo tierra de la red de baja tensión y telefonía e implantación de alumbrado público, a la empresa Construcciones Torres Reviriego por un importe de 157.682 euros, estando contempladas dentro del Plan Provincial de Cooperación de Obras y Servicios de Competencia Municipal para el año 2007. Esta obra afecta a 400 metros lineales y a una superficie de 2400 metros cuadrados.

## Bien de interés cultural
En 1984 fue declarado Bien de Interés Cultural (BIC) con la categoría de Monumento con el código 110010006 encontrándose ahora bajo la protección de la Declaración genérica del Decreto de 22 de abril de 1949, y la Ley 16/1985 sobre el Patrimonio Histórico Español. Su acceso es libre.
Hoy en calidad de vestigio, pertenece al Sitio Arqueológico de Alcalá de los Gazules cuyo código es 110010008.